# アーガス
『アーガス』（Argus）は、1986年に稼働したNMK開発、ジャレコ販売のアーケード用縦スクロールシューティングゲーム。

## 概要
8方向レバーと2ボタン（対空攻撃、対地攻撃）でSF風の戦闘機である自機「ウォル・アーグ」を操作する。各面最後に待ち構える敵浮遊要塞「メガ・アーガス」は、中心部のコアが開いたところに対地攻撃を当てることでしか倒せない。バリアなどのパワーアップも、地上にある構造物を対地攻撃することによって行う。
全16面（「パターン」と呼ぶ）のループゲームで、面によって自機から発射される弾の性質が異なっており、正面のみに撃てる面や正面に撃てず斜め方向にしか撃てない面が存在するなど、難易度は非常に高い。ステージクリア時にはボーナスゲームとして、滑走路への着陸が行われる（詳細は#ランディングを参照）。
エクステンドは標準で5万点と20万点エブリ。自機は常に画面中央に固定されており、操作に従って画面をスクロールさせることで左右の移動を表現している。地形の横幅は1画面分で左右が繋がっている（つまり、右に1画面分移動すると元の位置に戻る）。空中にはパイプ状の地形が浮かんでおり、敵キャラクターや敵弾に接触するのと同様、地形に接触してもミスとなる。巨大なガラス球のような敵弾も登場する。

## ゲーム内容

### 自機の装備
前述の通り、ステージによって自機の使用武器が変わる。対空・対地ともに複数の種類が用意されており、対空・対地の組み合わせもステージによって変化する。

#### 対空ショット
全4種類（うち1種は連射速度が異なる仕様が存在するため、実質全5種）。
αキャノン（単発）
自機正面方向に1発の弾を発射。パワーアップで2連装（βキャノン）に変化。
αキャノン（ラピッド仕様）
自機正面方向に1発の弾を発射。パワーアップで2連装（βキャノン）に変化。上述のαキャノンとほとんど同じだが、連射性能が上がっている。
ウォルパイラー
自機正面方向に細長いレーザービームを1本発射。パワーアップで鎖状のリングレーザー（ウォルオドン）に変化。
Vキャノン
自機前方斜め45度方向（V字状）にそれぞれ1発ずつ計2発の弾を発射。パワーアップでそれぞれ2連装、計4連（MAXキャノン）化する。この装備のときのみ、自機正面方向への攻撃ができない。
Eキャノン
自機正面方向に2連の弾を発射。パワーアップで4連装（Fキャノン）になる。単発ビームの時よりも攻撃判定が広い。連射性能はラピッド仕様のαキャノン相当だが、弾切れを起こしやすい。

#### 対地ショット
全3種類。対地ショットは自機の前方に表示されるサイト（照準）に対して攻撃を行う。
ウォルゲッター
発射した瞬間にサイトに対してレーザーで攻撃する。対地攻撃ボタンを押している間はサイトへ連続してレーザーを照射できるので使い勝手に優れているが、連続使用しているとレーザーの色が青から黄を経て赤に変わっていき、最終的にはレーザーを撃てなくなる。使用を中断することで回復し、再びレーザーが撃てるようになる。
ウォルエマック
サイトに向かって2連のビームを放つ。ウォルゲッター（レーザー）には及ばないが進行速度が早く、連射可能。
ミサイル
サイトへ向かってミサイルを投下する。進行速度が遅いうえ、連射が効かない。

### アイテム
地上にあるパワーブロック（黄色のE、青のB、赤のPの3種類）をそれぞれ3個撃つと、以下のスペシャルウェポンが出現する。既に撃ってストックされたパワーブロックは、画面下に表示されている。
エナジーボール（E）
画面上の全ての敵と弾が消滅し、1,000点×敵数がボーナスとして入る。
次元シールド（B）
自機が球状のバリアに包まれ、10秒間無敵になる。
デュアルパワー（P）
パワーアップパーツが付き、破壊力が2倍になり、スピードも上がる。
上記のほか、ランディング成功時に効果を発揮する「L」ブロックがある（詳細は#ランディングを参照）。

### ランディング
「メガ・アーガス」を破壊した後、すなわちステージクリア時に、自機「ウォル・アーグ」を滑走路へ無事に着陸（ランディング）させることを目的としたミニゲームがある。
画面上部に表示される高度ラインを参考にしながら、レバーを上下させることで自機「ウォル・アーグ」の高度を操作し、滑走路へ着陸させる。着陸時の進入角度があまりに急だと着陸に失敗し、「ウォル・アーグ」は破壊されて装備が全て剥がされる。ただし、着陸に失敗しても残機数が減ることはない。着陸に成功した場合、残り秒数×撃ったL-ブロック数がボーナスとして得点に加算されるほか、「P」によってパワーアップしている場合は、その効果が次のステージにも引き継がれる。また、残り秒数が0の状態で着陸すると、1万点×撃ったL-ブロック数がボーナスとして得点に加算される。

## 移植版
| No. | タイトル                       | 発売日         | 対応機種                      | 開発元       | 発売元             | メディア                                | 型式       | 備考                                             | 出典        |
| --- | ------------------------------ | -------------- | ----------------------------- | ------------ | ------------------ | --------------------------------------- | ---------- | ------------------------------------------------ | ----------- |
| 1   | アーガス                       | 1986年4月17日  | ファミリーコンピュータ        | トーセ       | ジャレコ           | 384キロビットロムカセット               | JF-07      |                                                  |             |
| 2   | ジャレココレクション vol.1     | 2003年10月23日 | PlayStation                   | PCCW Japan   | PCCW Japan         | CD-ROM                                  | SLPS-03562 | ファミリーコンピュータ版の移植 他6作品と同時収録 |             |
| 3   | アーガスDX                     | 2003年         | フューチャーフォン            | PCCW Japan   | PCCW Japan         | ダウンロード                            | -          |                                                  |             |
| 4   | アーガス                       | 2010年9月21日  | Windows                       | トーセ       | D4エンタープライズ | ダウンロード （プロジェクトEGG）        | -          | ファミリーコンピュータ版の移植                   | [ 3 ]       |
| 5   | アーガス                       | 2018年8月30日  | PlayStation 4 Nintendo Switch | NMK          | ハムスター         | ダウンロード （アーケードアーカイブス） | -          | アーケード版の移植                               | [ 4 ] [ 5 ] |
| 6   | G-MODEアーカイブス+ アーガスDX | 2024年7月18日  | Nintendo Switch               | ジー・モード | ジー・モード       | ダウンロード                            | -          | フューチャーフォン版の移植                       | [ 6 ] [ 7 ] |

### ファミリーコンピュータ版
アーケード版と同じ年に、ファミリーコンピュータ版も発売された。ゲームシステムそのものはアーケード版と大差ないが変更点は多く、ファミコン版オリジナルの機能も追加されている。また、2003年に発売されたPlayStation用ソフト『ジャレココレクション vol.1』、2016年にJNNEXから発売されたレトロビット『ジェネレーション』にもファミコン版と同等の内容で収録されている。2010年9月21日よりプロジェクトEGGにて配信開始。
アーケード版との対比
- ステージ（シーン）は18つ存在する[8]。
- ステージの構成（パイプ状の障害物の配置や地形）は異なる。
- 自機の対空ショットは2種類のみになり、奇数ステージは前方に突き進む3連射可能なショット（ウォルビームα[9]）、偶数ステージは環状の3WAYショット（ウォルキャノン[9]）が装備される。対地ショット（ウォルパイラー[9]）は1種類固定（見た目はアーケード版のビームだが、性能はアーケード版のミサイルに近い）になった。
- 敵全滅効果のある「E」アイテムが存在せず、「E」ブロックも存在しない。
- ランディング成功時のボーナス得点の計算方法が異なる（破壊した「L」ブロック数×1,000 - 6,000）。
- 空中に浮かぶ得点ブロックは、500点と200点の2種類のみ。
- 空中に浮かぶある形状のブロックを破壊すると、ごくまれに「B」または「P」の文字が現れる。これを取得すると、それぞれバリア（Bブロックを3つ破壊した効果）、ショット強化（Pブロックを3つ破壊した効果）が装備される。
- シールド（バリア）展開中は対空ショットを撃てなくなる。
- 地上物からの攻撃がない。
- ステージ中盤に現れる自機の影状の背景に対してあることを行うと、自機がロボット形態（ウォル・アーマー[10]）に変形して敵機を引き寄せ、体当りで破壊できるようになる。変形中は完全無敵で障害物の中も貫通できるが、一定時間で効果は切れる[10]。
- 「メガ・アーガス」の形態は1種類のみ。本体に破壊可能な砲台は存在せず、コアも1つのみで2つ以上に増えることはない。
- ランディング時の操作方法がアーケード版とは逆である。アーケード版はレバーを上に入れると下降し、下に入れると上昇する。対してファミコン版では十字キーを下に入れると下降し、上に入れると上昇する。

### フューチャーフォン版(アーガスDX)
ジャレコギャレッソにて2003年に配信。フューチャーフォン向け・DXシリーズとしてリメイクされた作品となっており、ファミリーコンピュータ版をベースとしている。2024年7月18日よりジー・モードの展開するG-MODEアーカイブス+シリーズの1作品として配信開始。

## 開発
元NMKのスタッフで本作や『ぶたさん』に関わった吉田晄浩はインタビューにて、社員数名のゲーム会社のグラフィッカー募集は見つけ、そこに応募したがそこができたばかりのNMKだった、そして試験では「シューティングゲームの自機を描いてください」という課題を出され、他の人は1機を丁寧に書いていたのに対し、自分はとにかく形の違うものを20機ぐらい描いた、そうした所採用され、「そんなにたくさん描く人は企画になりなさい」と言われ、その時NMKがちょうど1本目を作っているところで「シューティングゲームにするからその企画をやってくれ」という事で任されたのが『アーガス』だったと述べている。また吉田は、ゲーム画面を観ているだけでも楽しめるように、敵機の動きに特徴を出そうと思った、それで3日くらい徹夜し、「これで万全だろう」というバランスにしてジャレコに持って行ったが、しかし当時のジャレコ社長であった金沢義秋は「ゲームは難しくしないと飽きる」と考えており、『アーガス』の難易度についても「そのまま全部2倍にして」と言われ、言われるがまま全部2倍にしたところ、美しい編隊を組んでいた敵機のフォーメーションがごちゃごちゃに崩れてしまい、プレイヤーが1面もクリアできないような激ムズ難易度になっていた、とも回顧している。またサウンドトラック『GAME SOUND JALECO -G.S.M. JALECO 1-』付属ブックレットに寄稿したスタッフは、初期の企画ではパネル合わせなど色々なお遊び要素が盛り込まれており、それに曲もきちんとあった、だがやはりシューティングという事でいらないと判断され、カットという事になったとも述べている。

## 評価
| 項目 | キャラクタ | 音楽 | 操作性 | 熱中度 | お買得度 | オリジナリティ | 総合  |
| 得点 | 2.64       | 2.56 | 2.56   | 2.42   | 2.28     | 2.57           | 15.04 |

ファミリーコンピュータ版
- ゲーム誌『ファミリーコンピュータMagazine』の読者投票による「ゲーム通信簿」での評価は別記の通り15.04点（満30点）となっている[2]。